# ウラジーミル・チジョフ

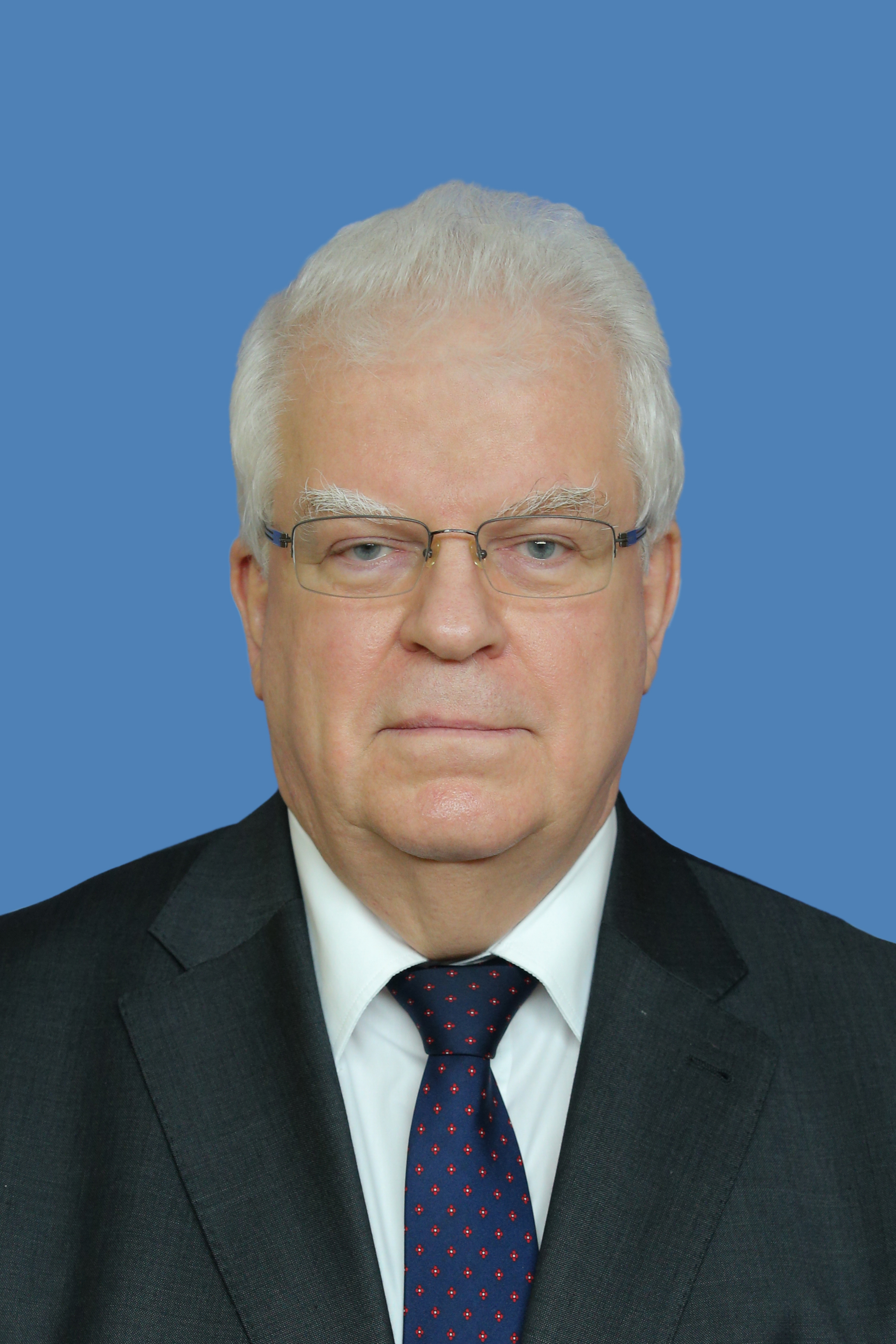
2022

ウラジーミル・アレクセーエヴィチ・チジョフ（Влади́мир Алексе́евич Чижо́в 、Vladimir Alekceevich Chizhov、1953年12月3日 - ）は、ロシアの外交官。2005年からロシア連邦欧州連合常任代表（駐EU大使）。
1976年モスクワ国際関係大学を卒業する。同年ソ連外務省に入省する。外務省本省でヨーロッパ諸国を担当したほか、ギリシャ、キプロスの在外公館で勤務する。1997年から2002年まで欧州全般協力局（汎欧州協力局）長。2000年バルカン問題特別代表。2002年外務次官。2005年から欧州連合常任代表（EU大使）となり、ブリュッセルに赴任した。
英語、ギリシャ語、フランス語に堪能。